# Edita Angyalová
Edita Angyalová (Košice, 8 agosto 1979) è una politica slovacca, ex parlamentare del Consiglio nazionale.

## Biografia
Nel 2002 è stata eletta al parlamento con Direzione – Socialdemocrazia, all'età di 23 anni, dopo aver vinto un concorso di saggi organizzato dal partito mentre studiava Economia all'Università di Economia di Bratislava. Non è stata rieletta alle elezioni parlamentari slovacche del 2006, ma ha ottenuto un seggio in sostituzione di Marek Maďarič, che ha rinunciato al suo posto per servire come ministro della Cultura. Il 30 aprile 2007 ha rinunciato al suo mandato e ha lasciato la politica per intraprendere una carriera nel settore privato. Nel 2012 è diventata ufficialmente la prima donna politica slovacca a dichiararsi omosessuale, ammettendo di aver precedentemente lasciato la politica per evitare i riflettori negativi sulla sua vita personale.